# Herb Greußen

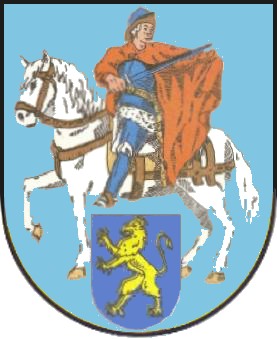
Herb Greußen

Herb Greußen  stanowi w polu niebieskim siedząca na białym koniu postać świętego Marcina w niebieskiej zbroi prawą ręką przecinającego swój czerwony płaszcz. Koń z uniesioną prawą, przednią nogą stąpa w heraldycznie prawą stronę, święty Marcin odwraca się w stronę lewą. Pod koniem mały niebieski herb ze stojącym złotym lwem w koronie. Lew zwrócony z prawą stronę ma otwartą paszczę.
Postać świętego nawiązuje do patrona miejscowego kościoła. Herb z lwem stanowi nawiązanie do herbu i do władców Schwarzburga, którzy rządzili miastem aż do 1918 r.
Herb został oficjalnie nadany w 1993 roku, ale nawiązuje do najstarszej znanej pieczęci miejskiej pochodzącej z XIV w.